# Хилько, Виталий Александрович
Вита́лий Алекса́ндрович Хилько́ (род. 1930, Ленинград) — советский и российский нейрохирург, академик РАМН, доктор медицинских наук, профессор, лауреат Государственной премии СССР, генерал-майор медицинской службы в отставке.

## Биография
Виталий Александрович Хилько родился 15 июля 1930 года в Ленинграде.
- 1954 год — окончил Военно-медицинскую академию имени С. М. Кирова.
- 1954—1959 — работал начальником медицинского пункта артиллерийской бригады в Группе советских войск в Германии
- С 1959 года по настоящее время трудится на кафедре нейрохирургии Военно-медицинской академии имени С. М. Кирова:
  - 1959—1961 — клинический ординатор;
  - 1961—1964 — старший ординатор;
  - 1964—1966 — младший преподаватель кафедры;
  - 1966—1971 — преподаватель кафедры;
  - 1971—1982 — заместитель начальника кафедры;
  - 1982—1992 — начальник кафедры, главный нейрохирург МО СССР;
  - 1992—н/в — профессор кафедры.
- С 1994 года по настоящее время Виталий Александрович также является руководителем Научно-практического нейрохирургического центра при городской многопрофильной больнице № 2.
- Он — руководитель академической группы, созданной решением Президиума РАМН в 1997 году.

Генерал-майор медицинской службы в отставке.

## Достижения
Виталий Александрович представлял отечественную нейрохирургию на международных нейрохирургических конгрессах, симпозиумах, конференциях (США, Дания, Франция, Испания, Польша, Индия, Болгария).
Он — автор (и соавтор) более чем 350 научных работ; в том числе:
- 6 монографий,
- 12 учебных пособий,
- 10 изобретений,
- 40 рационализаторских предложений.

Виталий Александрович Хилько:
- в 1988 году был избран членом-корреспондентом АМН СССР;
- в 1999 году стал действительным членом РАМН.

Действительный член Петровской академии наук и искусств, член правления Ассоциации нейрохирургов России и Санкт-Петербурга, член редколлегий журналов «Вопросы нейрохирургии имени академика Н. Н. Бурденко» и «Вестник хирургии имени И. И. Грекова», председатель специализированного Совета по нейрохирургии, неврологии и психиатрии при Военно-медицинской академии (1990—1996), президент Благотворительного фонда «Здоровый мозг».

## Публикации
Наиболее важные публикации:
- 1973 — «Аневризмы и артерио-венозные соустья головного мозга»,
- 1982 — «Внутрисосудистая нейрохирургия»[3][4]
  - 1985 — издание на корейском языке;
  - 1989 — на японском языке,
- 1985 — «Опухоли гипофиза и хиазмально-селлярной области»,
- 1994 — «Военно-полевая хирургия»,
- 1997 — «Открытая черепно-мозговая травма»,
- 1997 — «Дифференциальная диагностика нервных болезней»,
- 1998 — «Острые и неотложные состояния в нейрохирургии»,
- 2003 — «Опухоли ствола мозга».

### Семья
- Отец: Хилько Александр Иосифович (1903—1958).
- Мать: Хилько Мария Афанасьевна (1898—1975).
- Супруга: Хилько Галина Ивановна (1932 г.р.).
  - Дочь: Хилько Александра Витальевна (1958 г.р.).

Виталий Александрович проживает и работает в Санкт-Петербурге.

## Награды
Виталий Александрович Хилько награждён:
- орденом «За службу Родине в Вооруженных Силах» III степени и
- медалями за выслугу лет в Вооруженных силах СССР.
- Он также удостоен премий:
  - Государственной премии СССР (1985),
  - премии имени Н. Н. Бурденко АМН СССР (1974),
- звания «Почетный доктор Российской военно-медицинской академии» (2001).